# Johann-Peter-Hebel-Grundschule
Die Johann-Peter-Hebel-Grundschule (ehemals: Fichte-Gymnasium) ist eine öffentliche Grundschule im Berliner Ortsteil Wilmersdorf des Bezirks Charlottenburg-Wilmersdorf, die nach dem deutschen Schriftsteller, evangelischen Geistlichen und Lehrer Johann Peter Hebel (1760–1826) benannt wurde. Die Johann-Peter-Hebel-Grundschule befindet sich in der Nähe der U-Bahnhöfe Hohenzollernplatz und Fehrbelliner Platz in der Emser Straße. Das Hauptgebäude steht als Baudenkmal unter Denkmalschutz.

## Geschichte
Die Schule wurde als II. Humanistische Gymnasium mit Vorklassen durch ministerielle Genehmigung vom 23. Dezember 1905 am 1. April 1906 in einem Miethaus in der Nachodstraße 10 eröffnet. Mit der Leitung der Schule wurde bis 31. März 1908 der Direktor des Bismarck-Gymnasiums Prof. Dr. Coste beauftragt. Aufgrund von Platzmangel beschloss die Stadtverordnetenversammlung zu Deutsch-Wilmersdorf auf dem städtischen Grundstück Düsseldorfer Straße 3 Schulbarracken zu errichten. Die Gymnasialklassen wurden Ostern 1908 dorthin verlegt, die Vorklassen verblieben hingegen in der Nachodstraße. Heinrich Müller wurde zum Schuldirektor gewählt.
Im Dezember 1908 genehmigte man die Pläne für das neue Schulgebäude. Das Schulgebäude wurde von 1909 bis 1910 als drei- bis viergeschossiger Mauerwerksbau in geschlossener Bebauung von Otto Herrnring als Architekten unter dem Bauherren Magistrat von Berlin erbaut. Nach dem Kostenanschlag beliefen sich die Kosten für den Neubau ohne Inventar, Hofregulierung und Bürgersteigbefestigung auf 848.000 Mark. Die Bearbeitung von Architekturdetails oblag den Herren Trummler, Schütz und Korth. Die örtliche Bauleitung verantwortete Herr Zimmermann. Besonderheiten des Neubaues waren zum einen eine moderne Zentralheizung, welche in der Lage war, die Schulklassen sowie die Aula bei – 20 °C Außentemperatur auf + 20 °C zu erwärmen, und zum anderen eine elektrische Beleuchtung für Aula, Turnhalle, Zeichen- und Gesangsaal, Physikklasse, Bibliothek, Lesezimmer, Konferenzzimmer, Arbeitsräume des Direktors, Wohnung des Direktors und die Haupttreppen und Vorflure bis zur Aula. Die restlichen Räume wurden mit Gasleitungen versorgt.
Anfang März traten in einer Vorschulklasse die Masern epidemisch auf, sodass sich insgesamt 25 Schüler infizierten. Des Weiteren erkrankten drei Schüler an Diphtherie und sechs an Scharlach.
Am 1. April 1910 wurde der neue Schulbau als II. humanistisches Gymnasium für Jungen eingeweiht. Nach Besichtigung durch die Hochbaudeputation und die Deputation für Gesundheitspflege wurde das Gebäude am 7. April von 16 Schulklassen mit insgesamt 431 Schülern bezogen. Seit dem 6. 1910 Juni trug das Gebäude den Namen Fichte-Gymnasium, zur Erinnerung an den Erzieher und Philosophen Johann Gottlieb Fichte (1762–1814). Am 31. Oktober 1910 wurde die Aula durch eine Rede des Oberlehrers Koppermann bei einem Reformationsfest eingeweiht.

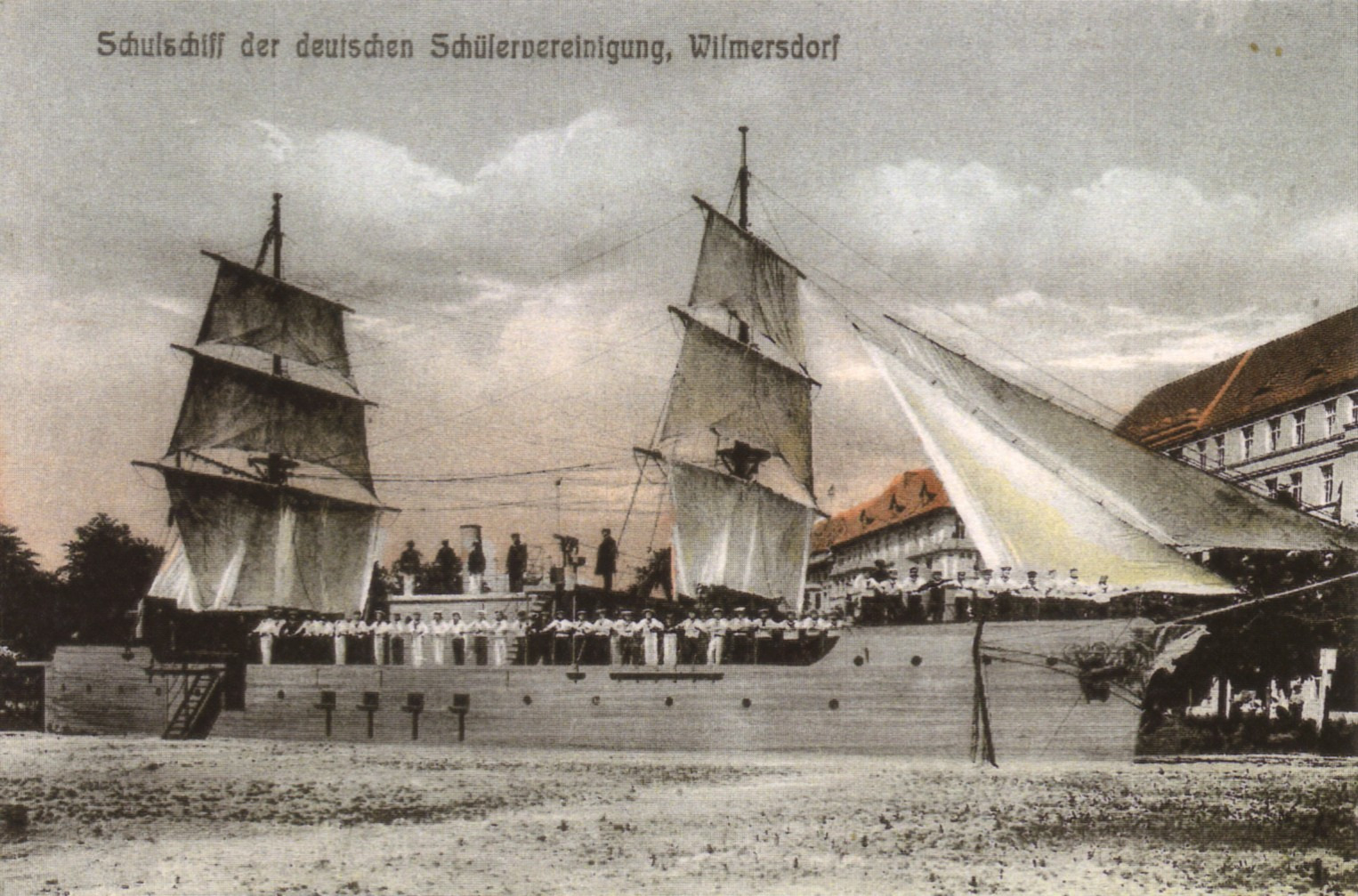
Postkarte eines Schulschiffs auf dem Schulgelände der heutigen Johann-Peter-Hebel-Grundschule in Berlin-Wilmersdorf. Im Hintergrund die gegenüber stehenden Häuser in der Düsseldorfer Straße.

Von 1910 bis 1914 lag ein Modell einer Fregatte der Kaiserlichen Marine in Originalgröße auf dem heutigen Fußballplatz und diente als Schulschiff der Ausbildung der Fichte-Schüler zu Seekadetten. Der Zweimaster war 36 Meter lang und 18 Meter hoch. Auf dem Schiff lebten zwei Offiziere im Ruhestand als Ausbildungsleiter. Später wurde der Platz für eine Kunsteisbahn verwendet.

„Das Kriegsschiff unserer Marine-Jugendwehr auf dem Laubengelände der Düsseldorfer Straße ist im äußeren Aufbau beinahe vollendet und rüstig ist Jung-Wilmersdorf bei der Arbeit, um noch die letzte Hand an das stattliche Bauwerk zu legen, damit die Exerzitien demnächst nach der Parole ‚alle Mann auf Deck‘ beginnen können. Das schmucke, in den Formen recht geschickt konstruierte hochmastige Kriegsschiff ist Gegenstand der Aufmerksamkeit seitens der Passanten, denn es bietet innerhalb der dort etwas monotonen Szenerie inmitten der Neubauten und Laubenkolonien immerhin einen reiz vollen Anblick dar. Bekanntlich ist unsere Marine-Jugendwehr erst vor etlichen Jahren aus der s. Zeit von Hauptmann Friedberg begründeten allgemeinen Jugendwehr hervorgegangen und dieselbe hat sich recht lebhafter Sympathien unserer Jugend zu erfreuen.“

Im Frühjahr 1922 spendete ein Gönner der Schule 5.000 Mark, um bedürftigen Schülern einen Erholungs-Aufenthalt während der Sommerferien zu ermöglichen und wanderfrohen Schülern Beihilfen zu den Kosten zu gewähren. Durch Spenden der Elternschaft auf Anregung der neu gegründeten Vereinigung der Eltern des Fichte-Gymnasiums stieg diese Summe auf insgesamt über 23.000 Mark (kaufkraftbereinigt in heutiger Währung: rund 11.300 Euro). Die Vereinigung der Eltern des Fichte-Gymnasiums entstand durch den im Juni 1922 gewählten Elternbeirat, der das Ziel hatte, die Not, unter dem das Schulwesen litt, zu lindern. Die Vereinigung der Eltern des Fichte-Gymnasiums veranlasste Anschaffungen, welche nicht aus Schulmitteln bezahlt werden konnten. Durch gesammelte Spenden der Vereinigung wurde eine Verkaufsstelle eingerichtet, welche es Schülern ermöglichte, Schulartikel zu billigeren Preisen zu erwerben. Zu diesem Zwecke spendete ein Gönner 10.000 Schreibhefte.
Im Schuljahr 1924/25 wurde das Fichte-Gymnasium nach langen Verhandlungen des Bezirksamtes in eine Reformanstalt umgewandelt. Infolgedessen wurden zwei französische Sexten je 27 Schüler aufgebaut, sodass das Fichte-Gymnasium deswegen seinen ursprünglichen humanistischen Charakter verlor. Aufgrund einer Grippeepidemie wurde die Schule für insgesamt sechs Tage geschlossen. Die Schüleranzahl betrug zu diesem Schuljahr 432 Schüler.
Aus der Vereinigung der Eltern des Fichte-Gymnasiums entstand am 10. Mai 1926 durch eine Satzung die Vereinigung der Eltern und Freunde des Fichte-Gymnasiums zu Berlin-Wilmersdorf. Demnach bezweckte der Verein „die geistige und körperliche Förderung der Schüler des Fichte-Gymnasiums“. Schwerpunkt lag hierbei bei der Errichtung und Unterhaltung eines Landheimes und der Ermöglichung eines Aufenthaltes für minderbemittelte Schüler dort.
Mit dem Schluss des Schuljahres 1927/28 wurde die Oberrealschule vom Fichtegymnasium abgetrennt; die Klassen wurde zum Teil der Treitschkeschule und zum Teil der Oberrealschule am Hindenburgpark (heute: Friedrich-Ebert-Oberschule) überwiesen. Anstelle der Oberschüler zogen Grundschüler ein.
Die Schülerzahl schrumpfte bis in das Jahr 1931 auf 316, die sich auf zwölf Klassen verteilten. Die Zahl der Lehrkräfte betrug acht.
Im Zweiten Weltkrieg zerstörte bei einem alliierten Luftangriff eine Fliegerbombe Teile des Schuldaches. Die Reparaturen liefen bis zum Jahr 1949. 1963 konnte die Aula wieder unter der Fichte-Hauptschule in Betrieb genommen werden.

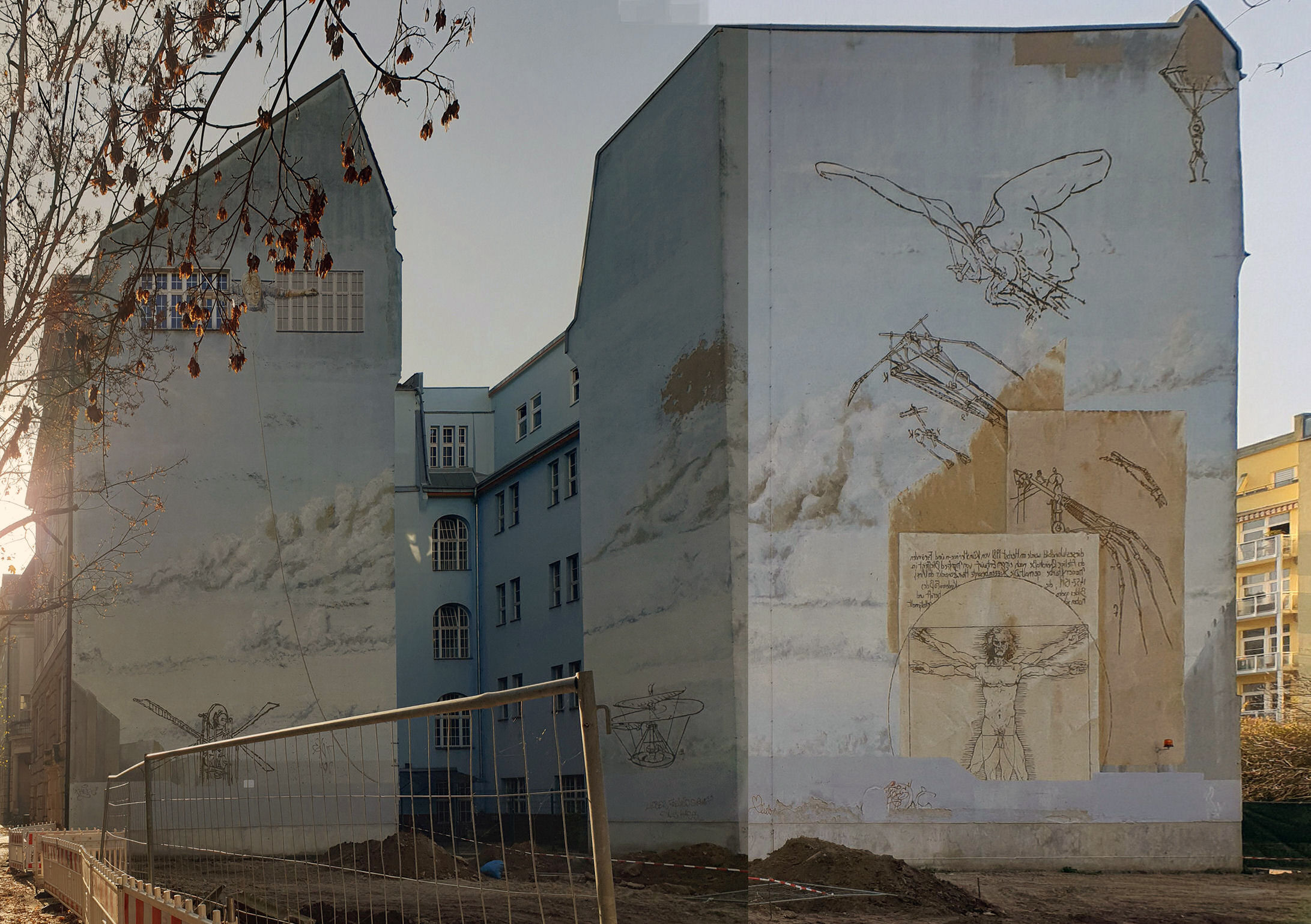
Ehemalige Wandbemalung an der Nordfassade der Grundschule, im Vordergrund ist die Baugrube des neuen Anbaus erkennbar

Der Künstler Manfred Blieffert bemalte nach dem Gewinn des Wettbewerbs der Senatsverwaltung für Bau- und Wohnwesen die 900 m² große Nordfassade des Gebäudes. Die Hausbemalung mit dem Titel Träume der Menschheit thematisiert die erfundenen Fluggeräte von Leonardo da Vinci. Unter anderem enthält die Bemalung einen vitruvianischen Menschen.
Seit 1990 nutzt die Johann-Peter-Hebel-Grundschule das Gebäude, da es für die Schülerschaft der Fichte-Hauptschule zu groß geworden war. Fünf Jahre später, 1995, wurde der Hebelclub als Betreuungsangebot für Kinder berufstätiger Eltern eingeführt. Am 19. Mai 2010 wurde das Richtfest für den vierstöckigen Erweiterungsbau des Hauptgebäudes gefeiert. Der Anbau, welcher sich nahtlos mit dem Hauptgebäude verbindet, verfügt über einen barrierefreien Seiteneingang mit Zugang zu einem Fahrstuhl. Das Gebäude wurde am 21. Januar 2011 übergeben. 2019 wurde der Förderverein Hebelfreunde e. V. der Schule gegründet. Im selbigen Jahr jedoch im Januar wurden die Räume des Hebelclubs zu Klassenräumen umfunktioniert. Der Grund für die Umfunktionierung waren die hohen Schülerzahlen im neuen Schuljahr, des Weiteren wurde mit einem Hort bis in die sechste Klasse ein Ersatzangebot geschaffen.
Im Dezember 2020 begannen die Vorbereitungen für einen geplanten Anbau an der Nordfassade. Der Anbau soll voraussichtlich Ende 2023[veraltet] vollendet werden.

Historische Bilder
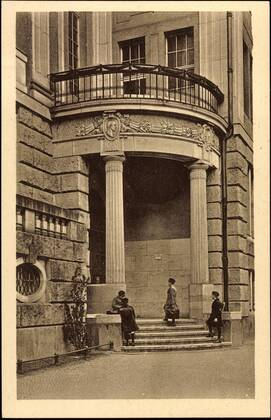
Haupteingang des Fichte-Gymnasiums
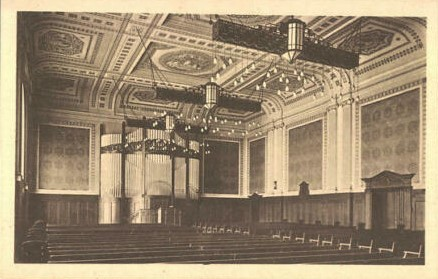
Aula des Fichte-Gymnasiums
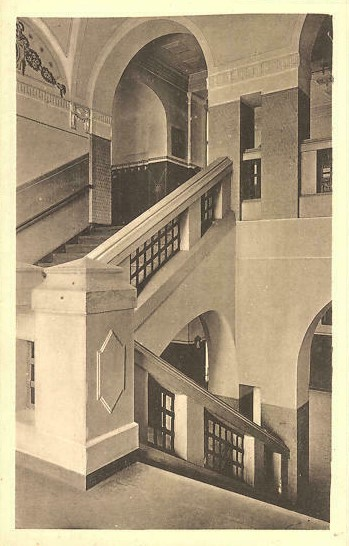
Treppenhaus des Fichte-Gymnasiums
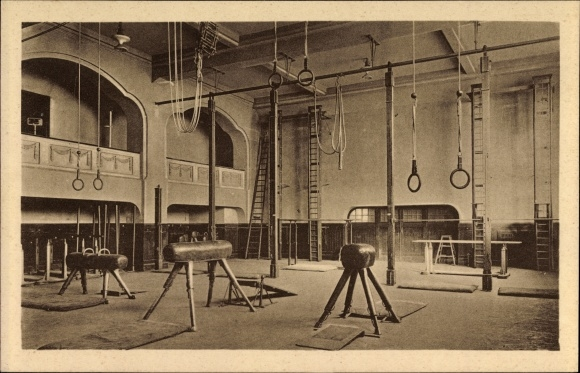
Turnhalle des Fichte-Gymnasiums

## Schulprofil
Die Johann-Peter-Hebel-Grundschule ist eine Ganztagsschule in offener Form. Die Schule bietet den Schülern die Wahl ihrer ersten Fremdsprache zwischen Französisch und Englisch, sowie das jahrgangsübergreifende Lernen (JüL/SaPH) in der Schulanfangsphase an. Die Schule setzt einen besonderen Schwerpunkt auf das forschende Lernen in den Jahrgangsstufen 5 und 6, das durch das Fortbildungsprojekt des Bezirks „Philosophieren und Forschen an eigenen Fragen“ begleitet wird.

## Persönlichkeiten

### Schüler
- Helmut Hasse (1898–1979), Mathematiker (Notreifeprüfung im Juni 1915 am Fichte-Gymnasium)[17]
- Karl-Joachim Umpfenbach (1902–1954), Strömungstechniker (Reifeprüfung 1921 am Fichte-Gymnasium)[18]
- Wilhelm Specht (1907–1985), Mathematiker (Reifeprüfung 1925)[19]
- Werner Barthold (1908–1996), Schriftsteller, Beamter und Rechtsanwalt (an der Vorgängerschule, dem Fichte-Gymnasium)[20]
- Günther Schlegelberger (1909–1974), Diplomat (Reifeprüfung 1927)[21]
- Heinrich Gabel (1910–1944), NS-Opfer; im Juli 2010 wurde ihm ein Stolperstein gewidmet (von 1920 bis 1929 im Fichte-Gymnasium)[22]
- Marcel Reich-Ranicki (1920–2013), Autor, Publizist, Literaturkritiker (von 1935 bis 1938 im Fichte-Gymnasium)[13][23][24]
- Bernt Engelmann (1921–1994), Schriftsteller (Abitur 1938 am Fichte-Gymnasium)[25]

### Lehrer
- 1906–1924: Günther Menzel[26] (erster Oberlehrer am Fichte-Gymnasium)
- 1915–1922: Max Leopold Wagner[27][28]